# Christian Collardot
Christian Collardot, né le 5 juillet 1933 à Chartres et mort le 11 juin 2011 à La Celle-Saint-Cloud, est un athlète français spécialiste du saut en longueur. 

## Carrière
Il remporte les Championnats de France de 1959 avec un saut à 7,32 m.
Il participe aux Jeux olympiques de 1960 à Rome où il atteint la finale du saut en longueur en se classant sixième. 
Cette année-là, il bat deux fois le record de France du saut en longueur : la première fois le 4 juin 1960 à Oran avec un saut à 7,70 m puis le 24 septembre 1960 à Colombes avec 7,73 m.
Entraîné notamment par André Daniel, il compte quatorze sélections en équipe de France [3]. 

## Décoration
- Chevalier de l'ordre du Mérite sportif‎, à titre exceptionnel (1959)[3]